# Остров (станция)
О́стров — станция Октябрьской железной дороги в городе Остров Псковской области России.

Находится на линии Октябрьской железной дороги в 50 км от узловой станции Псков и 46 км от узловой станции Пыталово на линии Псков — Пыталово. От станции отходят не электрифицированные участки на станции Щепец и Брянчаниново. Относится к Санкт-Петербург — Витебскому региону Октябрьской железной дороги.
По характеру работы станция отнесена к 4 классу. Осуществляет грузовую работу. За станцией находится железнодорожный мост через реку Великая. Имеется двухэтажный вокзал, признанный объектом культурного наследия народов России регионального значения.
Пассажирское движение полностью было прекращено с октября 2015 года. Однако в 2021 году был восстановлен пригородный поезд Псков-Скангали, впоследствии отменённый ввиду нерентабельности.

## История
К строительству C. Петербурго-Варшавской железной дороги с ветвью к границе с Пруссией приступили после рассмотрения планов и Высочайшего повеления  в 1852 году. Работы производились под главным руководством инженер-генерал-майора Эдуарда Ивановича Герстфельда.
Рабочее движение пассажирских и товарных поездов на участке от Гатчины до Острова было открыто 8 (20) ноября 1860 года.

### Комментарии
1. ↑  Имеется в виду Высочайшее повеление «О строительстве С. Петербурго-Варшавской железной дороги» Николая I, подписанное 15 (27) февраля 1851 года.